# Боби Паркер
Боби Паркер (енгл. Bobby Parker; рођен 11. новембра 1952. године у Ковентрију) је бивши енглески професионални фудбалер. Играо је за ФК Ковентри сити, Карлајл јунајтед и фудбалски клуб Краљица Југа.
Боби Паркер је почео своју каријеру у клубу из свог родног града, Ковентри ситију. Ово је било у ери Нила Мартина. Сви Паркерови лигашки наступи у Ковентрију су били у енглеској првој лиги.
Након тога је напустио тим да би се придружио Карлајл јунајтеду са којим је играо у њиховој јединој сезони у највишој дивизији Енглеске заједно са Крисом Болдерстоуном, истиснувши Болдерстоуна са позиције централног одбрамбеног у средину.
Након тога се придружио клубу Краљица Југа из Дамфризаса са којим је био део Ноби Кларкове екипе изборила пласман у тадашњу средњу дивизију шкотског фудбала 1986. године. Његови саиграчи су били Џорџ Клој и Џими Робертсон.